# Roy Orbison Sings Don Gibson
Roy Orbison Sings Don Gibson es el noveno álbum de estudio del músico estadounidense Roy Orbison, publicado por la compañía discográfica MGM Records en enero de 1967. El álbum es un disco tributo con canciones compuestas por Don Gibson. El sencillo «Too Soon to Know» obtuvo un notable éxito en el Reino Unido, donde llegó al puesto tres de la lista UK Singles Chart. 

## Lista de canciones
Todas las canciones compuestas por Don Gibson.
Cara A
1. "(I'd Be) A Legend in my Time" - 2:17
2. "(Yes) I'm Hurting" - 2:13
3. "The Same Street" - 2:17
4. "Far, Far Away" - 2:10
5. "Big Hearted Me" - 1:52
6. "Sweet Dreams" - 3:04

Cara B
1. "Oh, Such a Stranger" - 3:20
2. "Blue Blue Day" - 2:10
3. "What About Me?" - 2:06
4. "Give Myself a Party" - 2:30
5. "Too Soon to Know" - 2:50
6. "Lonesome Number One" - 2:24

## Posición en listas
Sencillos
| Sencillo           | País           | Lista             | Posición |
| ------------------ | -------------- | ----------------- | -------- |
| «Too Soon to Know» | Estados Unidos | Billboard Hot 100 | 68       |
| «Too Soon to Know» | Reino Unido    | UK Singles Chart  | 3        |